# Giovanni Marchese
Giovanni Marchese (ur. 17 października 1984 w Caltanissetta) – włoski piłkarz występujący na pozycji lewego obrońcy. Obecnie gra w drużynie Catanii.

## Kariera piłkarska
Giovanni Marchese jest wychowankiem Torino FC. Tutaj zadebiutował w Serie B. Następnie grał także na tym poziomie rozgrywkowym w Treviso.
W 2005 przeszedł do Chievo, nie rozegrał jednak ani jednego meczu w lidze i został wypożyczony do Catanii. Po sezonie powrócił do Chievo i zadebiutował w Serie A, przeciwko Sienie. Jego drużyna spadła jednak do Serie B. On zaś pozostał na jedną rundę w Serie B, a wiosnę spędził w Bari. Sezon później został ponownie wypożyczony, tym razem do Salernitany.
Sezon 2009/2010 spędził na wypożyczeniu w pierwszoligowej Catanii i po zakończeniu rozgrywek drużyna z Sycylii zdecydowała się na jego wykupienie z Chievo.